# Orangehaubenkakadu
Der Orangehaubenkakadu (Cacatua citrinocristata) ist ein Papagei aus der Familie der Kakadus, der auf der indonesischen Insel Sumba endemisch vorkommt.

## Merkmale
Wie alle Kakaduarten der Gattung Cacatua ist der Orangehaubenkakadu überwiegend weiß gefärbt. Namensgebend ist die orangefarbene, nach vorne gebogene Federhaube auf dem Kopf. Die Ohrdecken und die Unterseiten der Flügel und des Schwanzes sind leicht gelblich getönt. Der Schnabel ist schwarz, die Füße sind grau. Das Auge ist bei den Männchen schwarz, bei den Weibchen ist es kupferfarben. Der unbefiederte Augenring ist blass bläulich.

## Lebensraum und Lebensweise
Der Orangehaubenkakadu kommt in Kulturlandschaften und Wäldern vor, meidet aber das Innere der Wälder. Er lebt in kleinen Gruppen und ernährt sich von Samen, Nüssen, Beeren und anderen Früchten. Über seine Fortpflanzungsbiologie ist kaum etwas bekannt. Der Ruf des Orangehaubenkakadus ist ein raues, kratzendes „grrreh“ in gleichmäßiger Tonhöhe kombiniert mit nasalem Quietschen und Kreischen.

## Systematik
Der Orangehaubenkakadu wurde 1844 durch den britischen Zoologen Louis Fraser als Plyctolophus citrino-cristatus erstmals wissenschaftlich beschrieben. Er ist vermutlich nah mit dem Gelbwangenkakadu (Cacatua sulphurea) verwandt und galt lange Zeit als konspezifisch bzw. als Unterart des Gelbwangenkakadus. DNA des Orangehaubenkakadus wurde bisher nicht in phylogenetischen Studien mit der anderer Kakaduarten verglichen. Der Gelbwangenkakadu ist wahrscheinlich die Schwesterart des Gelbhaubenkakadus (Cacatua galerita), die von beiden gebildete Klade ist die Schwestergruppe des Weißhaubenkakadus (Cacatua alba).

## Gefährdung
Der Orangehaubenkakadu ist vom Aussterben bedroht. Die Gründe liegen in der großflächigen Abholzung, dem Fang für den Vogelhandel und dem Verlust von Nistplätzen. Die IUCN schätzte 2021 den verbliebenen Bestand auf 800 bis 1320 ausgewachsene Exemplare.